# Sardina del Norte
Sardina del Norte es una localidad española del municipio de Gáldar, al noroeste de la isla de Gran Canaria, comunidad autónoma de Canarias. Está situado en la parte más occidental de Gáldar y en la zona costera de la misma. Se asienta en las faldas del Pico de la Atalaya o Montaña de Gáldar, de la Montaña Pelada y de la Montaña de Amagro.

## Geografía
La población se distribuye en varias zonas:
- El Barranco del Draguillo.
- El Corralete.
- Puente de Las Verguillas.
- Caleta de Arriba.
- Caleta de Abajo.
- El Sobradillo.
- El lomo de la Cal.
- Las Cumbrecillas del Faro.

En la localidad se encuentra el faro de Punta Sardina que sustituye a otro anterior derribado por el exalcalde del municipio José Estévez en los años 1960, y el único zoológico de la mancomunidad del norte de la isla de Gran Canaria, el Parque Norte (Gáldar), dedicado a especies vegetales y animales.

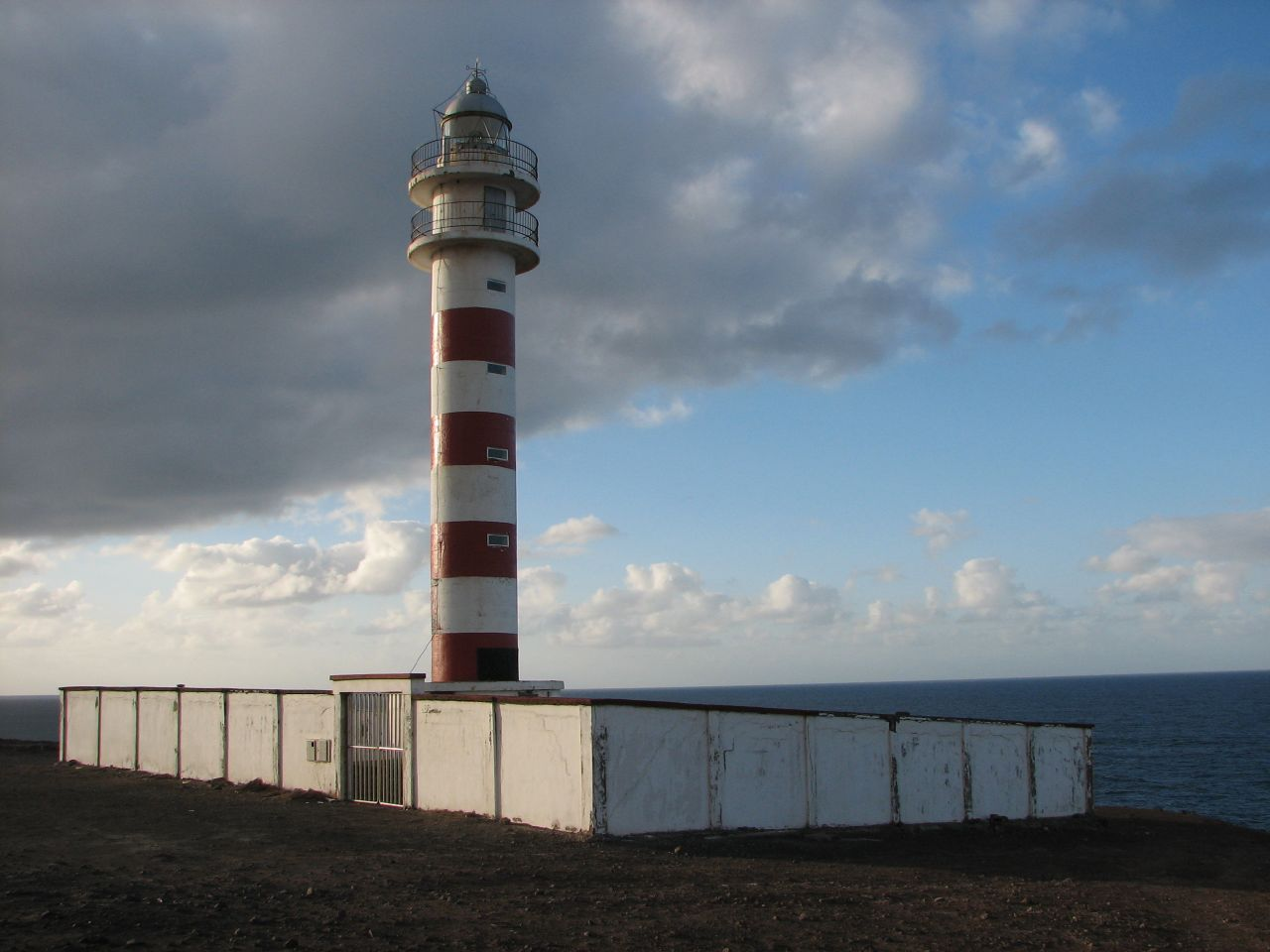
Faro Punta de Sardina

## Etimología
Posiblemente su nombre deriva de un almirante portugués, Juan de Sardinha, quien recaló por la costa galdense hacia 1478. Otra teoría sobre el origen del nombre del barrio se encuentra en la costumbre de los antiguos pobladores de Gáldar de pescar sardinas en la zona.[cita requerida] La denominación actual Sardina del Norte se debe a la existencia de otra localidad con igual nombre al sur de la isla, Sardina del Sur, perteneciente al municipio de Santa Lucía de Tirajana

## Fiestas
Las fiestas principales de Sardina es la De San Pedro González Telmo y nuestra señora del Carmen. La segunda fiesta que era privada y ya no se celebra es la de El Sobradillo, con su romería popular en honor a la Virgen de Los Dolores, y la de Sardina. Entre otros muchos actos destacan la romería en honor a San Telmo y Nuestra Señora del Carmen, la Bajada de la Rama que tiene termina en el mar, con una verbena y unos fuegos artificiales.

## Deportes
En Sardina del Norte se practica una amplia gama de deportes entre los que se encuentra el fútbol, con el Sardina Club de Fútbol como máximo exponente. Otras actividades deportivas es la de Tenis de Mesa y un nutrido conjunto de deportes autóctonos. También es muy usual ver a gente practicar el buceo, submarinismo y la pesca deportiva.

## Playa
La playa de Sardina de 80 metros de longitud, se encuentra en la bahía del mismo nombre, flanqueada por el farallón de Tábata al suroeste y por el Lomo del Faro al noroeste. Cuenta con servicios básicos como acceso para discapacitados, aseos o aparcamiento. En 2017 recibió una Bandera Azul por primera vez.